# Amt Kirchspielslandgemeinde Büsum

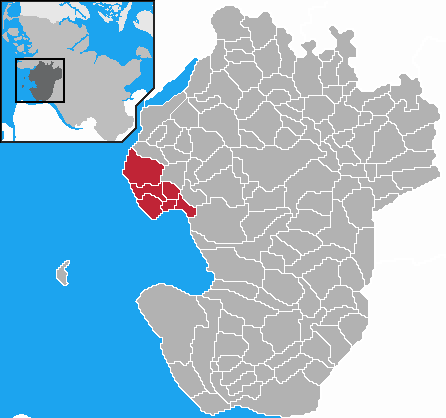
Lage des ehem. Amtes KLG Büsum im Kreis Dithmarschen

Wappen des ehem. Amtes KLG Büsum

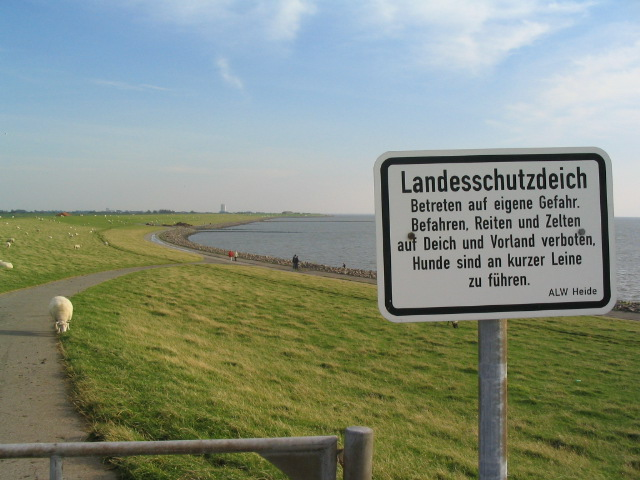
Küste zwischen Büsum und Stinteck (Teil von Westerdeichstrich)

Das Amt Kirchspielslandgemeinde Büsum war ein Amt im Kreis Dithmarschen in Schleswig-Holstein. Die Verwaltungsgeschäfte wurden von der Gemeinde Büsum durchgeführt.
Zum 25. Mai 2008 haben sich die Gemeinden des Amtes mit der Stadt Wesselburen und den Gemeinden des Amtes Kirchspielslandgemeinde Wesselburen zum Amt Büsum-Wesselburen zusammengeschlossen. 
Das Amt hatte eine Fläche von 44 km² und zuletzt gut 7000 Einwohner in den Gemeinden
1. Büsum
2. Büsumer Deichhausen
3. Hedwigenkoog
4. Oesterdeichstrich
5. Warwerort
6. Westerdeichstrich

## Wappen
Blasonierung: „In Silber der golden nimbierte heilige Clemens in golden bordiertem roten Ornat und mit erhobener linker Hand, der in der rechten Hand einen aufrechten schwarzen Anker hält. Ihm unterlegt ist ein breiter, mit drei silbernen Wellenfäden belegter blauer Wellenbalken.“
Das Wappen wird vom Amt Büsum-Wesselburen weitergeführt.